# غلين رايس جونيور
غلين رايس جونيور (بالإنجليزية: Glen Rice Jr.)‏ مواليد 1991 في ميامي، هو لاعب كرة سلة أمريكي بدأ مسيرته الاحترافية في سنة 2012 حيث تم اختياره من قبل فريق فيلادلفيا سفنتي سيكسرز خلال الدرافت،. يبلغ طوله 6 قدم 6 بوصة (2.0 م).

## إحصائيات المسيرة

### الرابطة الوطنية لكرة السلة

#### الموسم الاعتيادي
| السنة   | الفريق         | لعب | بدأ | دقيقة | ميداني% | ثلاثية | حرة  | ارتداد | صنع | استلاب | تصدي | نقطة |
| ------- | -------------- | --- | --- | ----- | ------- | ------ | ---- | ------ | --- | ------ | ---- | ---- |
| 2013–14 | واشنطن ويزاردز | 11  | 1   | 9.9   | .297    | .294   | .714 | 1.8    | .6  | .5     | .1   | 2.9  |
| 2014–15 | واشنطن ويزاردز | 5   | 0   | 8.6   | .200    | .143   | .667 | .8     | .4  | .0     | .0   | 2.2  |
| المسيرة |                | 16  | 1   | 9.5   | .269    | .250   | .692 | 1.5    | .6  | .4     | .1   | 2.7  |

## روابط خارجية
- غلين رايس جونيور على موقع إن بي أي (الإنجليزية)
- غلين رايس جونيور على موقع سبورتس رفرنس (الإنجليزية)
- غلين رايس جونيور على موقع كرة السلة الأوروبية.كوم (الإنجليزية)
- غلين رايس جونيور على موقع DraftExpress.com (الإنجليزية)
- غلين رايس جونيور على موقع إي إس بي إن.كوم (الإنجليزية)
- غلين رايس جونيور على موقع كلية كرة السلة في سبورتس رفرنس.كوم (الإنجليزية)
- غلين رايس جونيور على موقع ريلجم (الإنجليزية)
- غلين رايس جونيور على موقع بروبوليرز (الإنجليزية)
- غلين رايس جونيور على موقع سبورتس رفرنس (الإنجليزية)
- غلين رايس جونيور على موقع سبورتس رفرنس (الإنجليزية)